# معركة النهر
معركة النهر أو الثني أو المذار وقعت في نيسان عام 633 للميلاد، بين جيش الخلفاء الراشدين بقيادة خالد بن الوليد والامبراطورية الفارسية.
لما وصل خبر انهزام « هرمز » إلى المدائن عاصمة الفرس، أرسل ملكهم « اردشير » جيشاً آخر وأمر عليه قارن بن قريانس. فلما انتهى إلى المذار، انضم إلى الجيش المنهزم ورجعوا ومعهم « قباذ » و « انوشجان » ونزلوا الثنى وهو نهر متفرع من الدجلة والتقوا بالمثنى الذي كان قد توقف عند الثنى، فأحدق الخطر بالمثنى، فوافاه خالد والتقوا في الوقت المناسب، ودارت رحى القتال بينهم وانتهى الأمر بفرار الفرس، وقتل منهم نحو 30 الف، سوى من غرق وفر من نجا منهم بالقوارب. وقد كان النهر عائقاً في سبيل اقتفاء أثر العدو، غير أن الغنائم كانت عظيمة، وقتل كل رجل قادر على الحرب، وأسر النساء، وأخذ الجزية من الفلاحين، وصاروا ذمة، وصارت أرضهم لهم، وكان في السبي أبو الحسن البصري وكان نصرانياً وأمر على الجند سعيد بن نعمان وعلى الجزية سويد بن مقرن المزني.
أما قارن بن قريانس أمير جيش الفرس الذي أرسله أردشير لامداد هرمز فقد قتله معقل بن الأعشى بن النباش، وقتل عاصم انوشجان وقتل عدي بن حاتم قباذ، وكان قارن قد تم شرفه ولم يقاتل المسلمون بعده أحداً تم شرفه في الأعاجم. وزاد سهم الفارس يوم الثنى على سهمه في ذات السلاسل.